# Campionat Sud-americà de futbol de 1917
La segona edició del Campionat sud-americà de futbol (castellà: Campeonato Sudamericano de fútbol) va tenir lloc a Montevideo, Uruguai, des del 30 de setembre fins al 14 d'octubre de 1917.

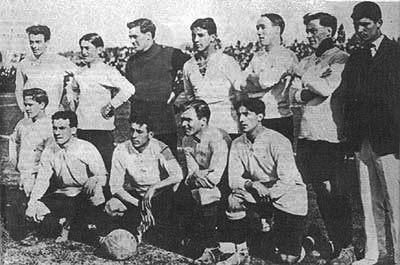
Selecció d'Uruguai campiona el 1917.

En aquesta època, la jove confederació sud-americana de futbol, la CONMEBOL, estava formada per quatre membres: l'Argentina, el Brasil, l'Uruguai i Xile. Els quatre equips van participar en aquest torneig, el més antic del món a nivell de seleccions nacionals. La classificació final és exactament la mateixa que aquella de l'edició precedent de 1916 : Uruguai, Argentina, Brasil i Xile. L'equip de l'Uruguai, després d'un rendiment perfecte en qualitat d'amfitrió (3 partits, 3 victòries, 0 derrotes), conserva el seu títol de campió d'Amèrica del Sud.

## Estadis
| Montevideo        |
| ----------------- |
| Parque Pereira    |
| Capacitat: 40.000 |
|                   |

## Ronda final
Els quatre equips participants són reunits en un sol grup on tots competeixen entre ells. El primer a aconseguir la classificació guanya el torneig.
| Equip     | PJ | PG | PE | PP | GF | GC | DG | Pts |
| --------- | -- | -- | -- | -- | -- | -- | -- | --- |
| Uruguai   | 6  | 3  | 3  | 0  | 0  | 9  | 0  | 9   |
| Argentina | 4  | 3  | 2  | 0  | 1  | 5  | 3  | 2   |
| Brasil    | 2  | 3  | 1  | 0  | 2  | 7  | 8  | -1  |
| Xile      | 0  | 3  | 0  | 0  | 3  | 0  | 10 | -10 |

| Uruguai                             | 4 - 0 | Xile |
| ----------------------------------- | ----- | ---- |
| C. Scarone 20' 62' · Romano 44' 75' |       |      |

| Argentina                                 | 4 - 2 | Brasil                |
| ----------------------------------------- | ----- | --------------------- |
| Calomino 15' · Ohaco 56' 58' · Blanco 80' |       | Neco 8' · Lagreca 39' |

| Argentina  | 1 - 0 | Xile |
| ---------- | ----- | ---- |
| García 76' |       |      |

| Uruguai                                         | 4 - 0 | Brasil |
| ----------------------------------------------- | ----- | ------ |
| H. Scarone 8' · Romano 17' 77' · C. Scarone 86' |       |        |

| Brasil                                                 | 5 - 0 | Xile |
| ------------------------------------------------------ | ----- | ---- |
| Caetano 21' · Neco 23' · Haroldo 26' 59' · Amílcar 41' |       |      |

| Uruguai        | 1 - 0 | Argentina |
| -------------- | ----- | --------- |
| H. Scarone 62' |       |           |

## Resultat
| Campionat Sud-americà 1917 |
| -------------------------- |
|                            |
| Uruguai Segon títol        |

## Golejadors
4 gols
- Ángel Romano

3 gols
- Carlos Scarone

2 gols
- Alberto Ohaco
- Haroldo Domingues
- Neco
- Héctor Scarone

1 gol
- Antonio Blanco
- Pedro Calomino
- Amílcar
- Caetano Izzo
- Silvio Lagreca

En pròpia porta
- Luis García (per Argentina)